# Hollis Queens
Hollis Queens est une musicienne américaine, principalement connue pour assurer la batterie au sein de Boss Hog.
Recrutée en 1992, alors qu'elle se consacrait à l'écriture de scénario, elle fait partie avec Jens Jurgensen de la deuxième formation de Boss Hog, toujours autour de Cristina Martinez et de Jon Spencer. Elle aura participé à l'ensemble de la discographie du groupe à partir de cette date.
Ses autres participations l'ont amené à jouer dans un autre groupe, LO-Hi, au sein duquel officie aussi Jens Jurgensen.
Elle est connue aussi pour participer assez régulièrement aux clips de Boss Hog, où elle apparaît souvent avec Cristina Martinez dans des scènes évoquant le saphisme.

## Liens
- Boss Hog
- LO-Hi